# Cholti
Cholti (Cholti Lacandon), nekadašnji indijanski narod iz porodice Maya. Potomci su preživjelih klasičnih Maya iz centara kao što su Palenque, Yaxchilan i Bonampak, koji su živjeli u nizinama Chiapasa. Njih se ne smije brkati s Yucatec Lacandonima koji su se iz Yucatana i Campechea između 1630. i 1730. preselili na područje Cholti Lacandona.
Cholti su nestali u ratovima sa Španjolcima. Nekoliko preživjelih iz ravnica Chiapasa povuklo se između 1695 do 1712. na planinska područja Gvatemale gdje su pomrli.